# نيكولاس جوزيه
نيكولاس جوزيه (بالإنجليزية: Nicholas Jose)‏‏ (9 نوفمبر 1952 - ) روائي من أستراليا.